# Abwege
Abwege ist ein deutsches Filmdrama aus dem Jahr 1928. Der ursprünglich 107 Minuten lange Spielfilm wurde am 10. August 1928 in Hamburg uraufgeführt und thematisiert eine Ehekrise. Die restaurierte Fassung wurde am 10. Juni 1999 auf Arte ausgestrahlt. In der englischen Version wurde er mit „The Devious Path“ und in den romanischsprachigen Ländern nur mit „Crise“ betitelt.

## Handlung
Irene Beck glaubt die Zuneigung des Malers Walter Frank entdeckt zu haben, als dieser ihr Profil während eines Besuches auf einer Serviette skizzierte. Mit vielversprechenden Blicken lädt dieser sie zu einem Gegenbesuch ein. Ihr Ehemann Thomas Beck hält allerdings nichts von dieser Gesellschaft und schränkt sie in ihrer Bewegungsfreiheit ein. Doch die beiden treffen sich heimlich und verabreden eine Flucht nach Wien, die vom Ehemann in letzter Minute vereitelt wird. Frustriert stürzt Irene sich in das pulsierende Nachtleben Berlins mit Alkohol- und Drogenexzessen. Eine belanglose Beziehung mit dem Boxer Sam Tayler entfremdet das Ehepaar noch weiter, ohne dass dadurch – wie von Irene erhofft – die Zuneigung des Malers durch Eifersucht zur Liebe gesteigert würde. Als der Ehemann die beiden in Franks Wohnung überrascht, provoziert sie eine eindeutige Szene und zwingt Walter Frank die Rolle des Ehebrechers auf. Dies zerstört nun auch die Beziehung zum Maler. Als beide sich ernüchtert in einen Kaffeehaus treffen, malt dieser gelangweilt von ihrer Gegenwart auf die Tischplatte das Profil eines älteren Zeitungslesers gegenüber: Irene erkennt, dass seine Passion nur der Kunst und nicht ihrer Person galt. Doch nun ist es zu spät: Sie ist allein und die Ehe wird geschieden. Doch vor dem Scheidungsrichter finden beide wieder zueinander. Trotz vollzogener gerichtlicher Scheidung beschließen sie, wieder zu heiraten.

## Kritik
„Ein in stilistischer Strenge inszeniertes Kammerspiel, das klarsichtig die leeren Rituale der Figuren spiegelt und sowohl thematisch als auch in seiner formalen Souveränität erstaunlich zeitlos geblieben ist. Der Film galt lange Zeit als verschollen, liegt jetzt wieder in einer vollständig restaurierten Fassung vor. Für die Fernsehausstrahlung wurde er mit einer neuen kraftvollen Musik versehen, die ebenso packende wie skurrile Akzente setzt und das Geschehen eigenständig kommentiert.“

„Die Ehe- und Lebenskrise eines gut situierten Ehepaares, das sich einander entfremdet hat und doch nicht voneinander lassen kann. - Kühl-distanzierte Beobachtung seelischer Konflikte, meisterhaft inszeniert in einem Stummfilm von G. W. Pabst.“